# Barbarians Rising
Barbarians Rising, es una serie documental dramática de televisión transmitida del 6 de junio del 2016 hasta el 27 de junio del 2016 por medio de la cadena History.
La miniserie contó con la participación invitada de actores como Ian McElhinney, Clive Russell, Lorcan Cranitch, Alexander Vlahos, Murray McArthur, Radu Andrei Micu, Kerry Ingram, entre otros...

## Sinopsis
Contada desde la perspectiva de varios líderes rebeldes, la serie narra una ola de rebeliones contra el poder absoluto por aquellos conocidos como los "bárbaros" del Imperio Romano, tribus que veían más allá de la periferia de la civilización que vivió una existencia brutal y violenta. Pero los integrantes de las tribus, eran hombres y mujeres que iniciaron las luchas épicas que dieron forma al mundo que estaba por venir, con siglos de luchas que tenía como objetivo derrotar la expansión del imperio.
Las descripciones sobre los líderes rebeldes y los sucesos históricos son espaciados con breves comentarios de eruditos, historiadores, expertos militares y en política social.

## Personajes[4]

### Personajes principales[5]
| Actor                                  | Personaje          | N.º de episodios | Duración |
| -------------------------------------- | ------------------ | ---------------- | -------- |
| Tom Hopper Boyan Petrov                | Arminius (de niño) | 3 1              | 2016     |
| Ben Batt                               | Spartacus          | 2                | 2016     |
| Gavin Drea                             | Alaric             | 2                | 2016     |
| Kirsty Mitchell                        | Boudica            | 3                | 2016     |
| Steven Waddington                      | Fritigern          | 3                | 2016     |
| Nicholas Pinnock Wilson Radjou-Pujalte | Hannibal (de niño) | 1                | 2016     |
| Emil Hostina                           | Attila             | 1                | 2016     |
| Richard Brake                          | Geiseric           | 1                | 2016     |
| Jefferson Hall                         | Viriathus          | 1                | 2016     |

### Personajes recurrentes
| Actor                            | Personaje            | Historia                                            | N.º de episodios | Duración |
| -------------------------------- | -------------------- | --------------------------------------------------- | ---------------- | -------- |
| Ian Beattie                      | Varus                | "Resistance", "Rebellion" y "Revenge"               | 3                | 2016     |
| Steven Berkoff                   | Augustus             | "Resistance", "Rebellion" y "Revenge"               | 3                | 2016     |
| Fintan McKeown                   | Igulomerus           | "Resistance", "Rebellion" y "Revenge"               | 3                | 2016     |
| Richard Riddell Martin Yordanov  | Flavus (de joven)    | "Resistance" y "Revenge" "Resistance" y "Rebellion" | 2                | 2016     |
| Daniela Marinova Karina Andonova | Thusnelda (de joven) | "Resistance" y "Revenge" "Resistance"               | 2 1              | 2016     |
| Diana Dimitrova                  | Aquilina             | "Resistance" y "Rebellion"                          | 2                | 2016     |
| Ian McElhinney                   | Tagus                | "Resistance" y "Rebellion"                          | 2                | 2016     |
| Nikola Dodov                     | Sigismer             | "Resistance" y "Rebellion"                          | 2                | 2016     |
| Julian Kostov                    | Marcus               | "Resistance" y "Revenge"                            | 2                | 2016     |
| Georgi Zlatarev                  | Segestes             | "Resistance" y "Revenge"                            | 2                | 2016     |
| Dimo Alexiev Alekzander Simeonov | Emsger (de joven)    | "Resistance" y "Revenge"                            | 2                | 2016     |
| Aleksandra Atanasova             | Epona                | "Rebellion" y "Revenge"                             | 2                | 2016     |
| Dimitar Banenkin                 | Knimund              | "Revenge" y "Ruin"                                  | 2                | 2016     |
| Victor Bitiusca                  | Idlefons             | "Revenge" y "Ruin"                                  | 2                | 2016     |
| Leart Dokle                      | Stilicho             | "Revenge" y "Ruin"                                  | 2                | 2016     |
| Antoaneta Peeva                  | Avina (de joven)     | "Revenge" y "Ruin"                                  | 2                | 2016     |
| Marty Rea                        | Lupicinius           | "Revenge" y "Ruin"                                  | 2                | 2016     |
| George Remes                     | Unwen                | "Revenge" y "Ruin"                                  | 2                | 2016     |
| Aidan Kelly                      | Cathbad              | "Revenge"                                           | 1                | 2016     |
| Paul Kynman                      | Arthfael             | "Revenge"                                           | 1                | 2016     |
| Murray McArthur                  | Egus                 | "Revenge"                                           | 1                | 2016     |
| John Bowler                      | Catus Decianus       | "Revenge"                                           | 1                | 2016     |
| Kerry Ingram                     | Hilde                | "Revenge"                                           | 1                | 2016     |
| Douglas Russell                  | Drest                | "Revenge"                                           | 1                | 2016     |
| Andrei Radu                      | Huneric              | "Ruin"                                              | 1                | 2016     |
| Ivelina Ivanova                  | Honoria              | "Ruin"                                              | 1                | 2016     |
| Alexander Vlahos                 | Valentinian          | "Ruin"                                              | 1                | 2016     |
| Miriam Lucia                     | Gala                 | "Ruin"                                              | 1                | 2016     |
| Lorcan Cranitch                  | Avitus               | "Ruin"                                              | 1                | 2016     |
| Kiril Efremov                    | Theodoric            | "Ruin"                                              | 1                | 2016     |
| Catalin Fartaes                  | Bleda                | "Ruin"                                              | 1                | 2016     |
| Michael Nardone                  | Aetius               | "Ruin"                                              | 1                | 2016     |

## Episodios
La miniserie estuvo conformada por 4 episodios, cada uno con una duración de 80min.
En la cortinilla inicial de cada capítulo, se lee la descripción: Sobre la definición del título y acerca de las culturas a las que pertenecieron los líderes rebeldes, se utiliza el término "bárbaro" tal como se usaba comúnmente en Roma, más que en un sentido literal actual. 
- Bárbaro:
  - No perteneciente a las grandes civilizaciones de Grecia y Roma.
  - Extranjero, extraño o ignorante.
  - Forastero.

| N.º | Título                   | Líderes Representados         | Emitido en Norteamérica | Espectadores en EE.UU. (millones) |
| --- | ------------------------ | ----------------------------- | ----------------------- | --------------------------------- |
| 1   | Resistance (Resistencia) | Hannibal y Viriathus          | 6 de junio de 2016      | 0,970                             |
| 2   | Rebellion (Rebelión)     | Spartacus y Arminius          | 13 de junio de 2016     | 0,777                             |
| 3   | Revenge (Venganza)       | Arminius, Boudica y Fritigern | 20 de junio de 2016     | 0,894                             |
| 4   | Ruin (Ruina)             | Alaric, Geiseric y Attila     | 27 de junio de 2016     | 0,982                             |

### Omisiones notables
La serie omite la conquista de Roma sobre la Galia (Francia) durante la época bélica de Julio César como "gobernador" de ésta. Podría haber incluido el enfrentamiento contra Vercingetórix y la victoria definitiva de César en Alesia.
También se omite a Caratacus, Jefe britano de los catuvellaunos, que resistió a los romanos durante una década. Usando una mezcla de tácticas guerrilleras, batallas preparadas y combates a su favor, logró varias victorias contra los romanos, hasta que fue capturado al ser traicionado por la reina Cartimandua de los brigantes a cambio de una considerable recompensa.

## Producción
El 10 de mayo de 2016 la cadena History anunció el reparto y las fechas de estreno mundial de la serie.
La serie fue una co-producción mundial de canales de History producida por October Films. En la producción ejecutiva la serie contó con la participación de Adam Bullmore, Kristen Burns, Russ McCarroll y Sally Habbershaw de "History", el director ejecutivo Simon George y el productor Michael Waterhouse de "October Films".
La serie comenzó sus filmaciones en Bulgaria.
El documental fue narrado por el actor Michael Ealy.

## Críticas
El personaje de Anibal fue muy criticado, primero por calificarle de "bárbaro", pues los cartagineses eran una civilización importante, al mismo nivel que griegos o romanos, pero sobre todo por usar a un actor negro para representarle en pantalla, cuando en realidad Anibal era blanco, de linaje fenicio por parte de padre e hispánico por parte de madre. Error histórico grave fue también achacar a Publio Cornelio Escipión el mando de las legiones romanas durante la batalla de Cannae. Su mando recayó en los cónsules Cayo Terencio Varrón y Lucio Emilio Paulo.
Otras críticas incidían en múltiples errores históricos, maniqueismo narrativo invertido (romanos malos vs bárbaros buenos) que las legiones romanas lleven siempre el mismo equipamiento militar y uniformes a lo largo de varios siglos, pero también contra el guion, el montaje, los actores, la ambientación en general...
En la web filmaffinity la serie recibe un voto medio de 5,3, con una abrumadora mayoría de críticas hostiles.
En los EE. UU. las críticas del público fueron más favorables.
.

## Distribución internacional
La serie comenzó a transmitirse en Norteamérica el 6 de junio del 2016, seguida de su retransmisión en 185 países durante el verano y el otoño de ese mismo año.

### Emisión en otros países
| País            | Título                      | Cadenas         | Fecha de inicio          | Fecha de Finalización    |
| --------------- | --------------------------- | --------------- | ------------------------ | ------------------------ |
| Alemania        | -                           | -               | septiembre de 2016       | -                        |
| América Latina  | -                           | -               | agosto de 2016           | -                        |
| Australia       | -                           | -               | 4 de julio de 2016       | -                        |
| Austria         | -                           | -               | septiembre de 2016       | -                        |
| Canadá          | -                           | -               | 6 de junio de 2016       | -                        |
| España          | Bárbaros, el despertar      | Canal Historia  | 19 de septiembre de 2016 | 10 de octubre de 2016    |
| Estados Unidos  | -                           | -               | 6 de junio de 2016       | -                        |
| Europa          | -                           | -               | 17 de julio de 2016      | -                        |
| India           | -                           | -               | julio de 2016            | -                        |
| Italia          | -                           | -               | 4 de julio de 2016       | -                        |
| Japón           | -                           | -               | otoño de 2016            | -                        |
| México          | La Rebelión de los Bárbaros | History Channel | 12 de septiembre de 2016 | 15 de septiembre de 2016 |
| Polonia         | -                           | -               | 28 de junio de 2016      | -                        |
| Portugal        | -                           | -               | otoño de 2016            | -                        |
| Reino Unido     | -                           | -               | 22 de junio de 2016      | -                        |
| Rumania         | -                           | -               | 26 de junio de 2016      | -                        |
| Sudáfrica       | -                           | -               | 20 de junio de 2016      | -                        |
| Sudeste de Asia | -                           | -               | 7 de junio de 2016       | -                        |
| Suiza           | -                           | -               | septiembre de 2016       | -                        |